# إسماعيل بن عبد الحق الحمصي الحجازي
إسماعيل بن عبد الحق الحِمصيُّ الحجازي (1543 - 1592 م) (950 - 1001 هـ) طبيب وفقيه وشاعر شامي من أهل القرن السادس عشر الميلادي/ العاشر الهجري. ولد في دمشق وتلقى الفقه الشافعي عن الشرف الدمشقي، والطب عن جده محمد، وغيره. ولي قضاء الشافعية بمحكمة قناة العوني، ونقل منها إلى الباب في حلب، وصار رئيس الأطباء. توفي في دمشق عن 49 عاماً.
له شعر جيد.